# アメリカ軍の衛星通信

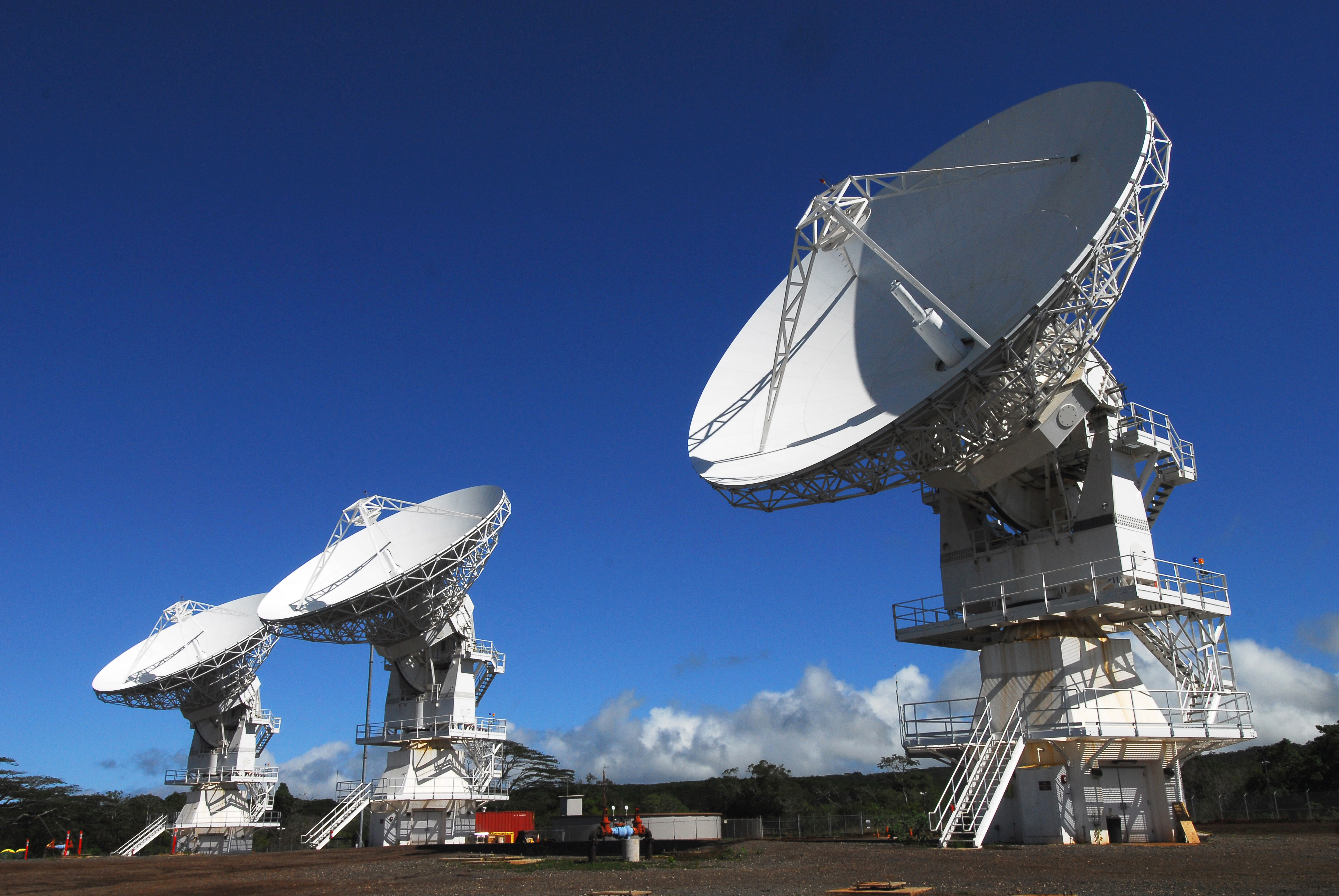
MUOSの地上ステーション。

本稿ではアメリカ軍の衛星通信について述べる。

## 概要
アメリカ軍の衛星通信システムは、用途とこれに応じて使用する周波数によって、おおむね下記の3つの系統に分けられる。
1. 高抗堪性衛星通信 (EHF-SATCOM)
2. 広帯域衛星通信（SHF-SATCOM）
3. 対移動局衛星通信 (UHF-SATCOM)

高抗堪性衛星通信は主としてEHF（ミリ波）を使用していることから、EHF-SATCOMと通称される。対妨害性・対傍受性に優れ、また将来的には高速通信が可能となる発展性を有するが、受信側設備が大掛かりになることから、主として国家戦略的階梯で使用される。
広帯域衛星通信は主としてSHF（センチメートル波）を使用していることから、SHF-SATCOMと通称される。対妨害性・対傍受性は、EHF-SATCOMには劣るがUHF-SATCOMよりは優れており、通信速度も速く、また、受信設備も、艦艇や小規模な基地に設置できる規模であることから、米軍の基幹的衛星通信網として、国家軍事指揮センター (National Military Command Center, NMCC)と統合軍司令部や任務群司令部間の通信に使用されている。
対移動局衛星通信は主としてUHF（極超短波）を使用していることから、UHF-SATCOMと通称される。対妨害性・対傍受性は低く、帯域も狭いが、受信設備を極めて小規模にできることから、任務群以下のレベルで使用される。また、特殊な精密誘導兵器のアップリンクにも使用されるようになっており、今後、運用の拡大が予測されている分野である。

## 高抗堪性衛星通信 (EHF-SATCOM)

### MILSTAR

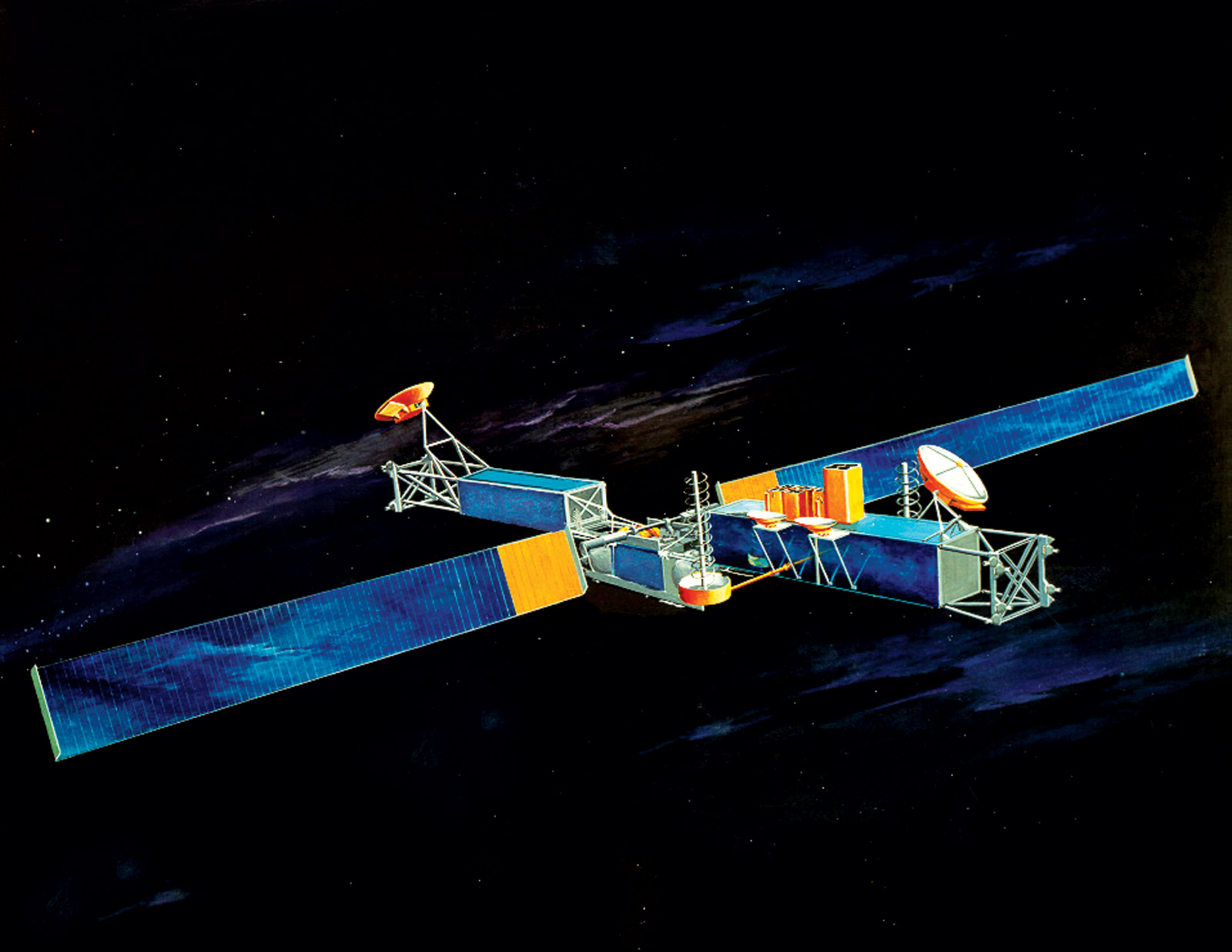
MILSTAR Block I衛星

MILSTAR (MILitary Strategic Tactical And Relay) は、国防総省管理のもと全軍で統合的に使用されるミリ波衛星通信システム（EHF-SATCOM）である。1983年に開発開始された当初は、EHFの高耐堪性に注目し、核兵器使用時に発生する電磁パルスの影響を受けにくい戦略通信回線として期待されており、その主眼は、75～2400bpsの低速通信に置かれていた。しかし開発中に冷戦が終結したことから、戦術用途での使用も視野に入れて、量産型（MILSTAR 2）では、4.8～1544kbpsの中速データ通信（MDR）にも対応するよう改良されている。
MILSTARは、アップリンクにはEHF、ダウンリンクにはSHFを使用するほか、戦術用途を想定して、UHFのトランスポンダーも搭載している。衛星は全長15.3m、全幅34.8m、重量4536kgで、発電力8000ワット、寿命は約10年である。当初計画では1991年から配備を開始する予定だったが、冷戦の終結に伴う軍縮によって計画は縮小され、1994年に1号機、1995年に2号機（どちらも実験型のMILSTAR1）を打ち上げたところで一時計画がストップした。その後、1999年から量産型であるMILSTAR2の打ち上げを開始したが、最初の1機は軌道への投入に失敗し、2001年から2003年に各1基を配備した。2008年からは後継のAEHF衛星に切り替えられる予定であったが、計画は遅延している。

### AEHF
AEHF (Advanced Extremely High Frequency)は、上記のMILSTARを更新するための衛星システムである。軌道運用4機のほか、地上予備機も準備されており、通信能力も大幅な向上が図られている。衛星寿命は10年を予定。1999年から開発が開始され、2008年に初打ち上げを予定していたが、計画は遅延し、2011年8月に初号機AEHF-1を打ち上げた。AEHF-1はアポジエンジンの不調で静止軌道への投入に失敗し、その後姿勢制御エンジンを使い14ヶ月をかけ静止軌道に到達した。2号機は2012年4月に打ち上げられる予定。
通信システムは、陸・海・空に所在する各ユニットとの交信が想定されており、EHF帯（ミリ波）を使用する。通信速度は1ユーザーあたり最大8.192 Mbps、低ビットレートでも75から2400bpsを確保するようにしている。核攻撃に伴う電磁波擾乱（電磁パルス）などへの抗堪性も向上しており、電子妨害への対抗性向上や通信の被探知性低下も行われている。

### TSAT
TSATシステム (Transformational Satellite Communications System)は、上記のAEHFを代替するとともに、SHF-SATCOMシステムと統合するものとして、現在、コンセプト開発が進められている衛星通信システムである。しかし、2008年10月、計画を2010年まで先送りすることが決定され、2009年4月には、ロバート・ゲーツ国防長官は、計画の中止を勧告した。
TSAT衛星システムにおいては、静止軌道上に5つの通信衛星が配置され、これらはそれぞれレーザー光無線通信によるクロスリンクで結ばれる。地上との通信には、EHF及びSHF（Ka帯）の無線周波数（RF)通信が使用され、マルチ・ビームによって、システム全体では南緯65度から北緯65度の全世界を24時間カバーすることが計画されている。各衛星にはルーターが搭載され、衛星間ネットワークと地上ネットワークとを統合したIPネットワークを構築することができる。

## 広帯域衛星通信（SHF-SATCOM）

### DSCS

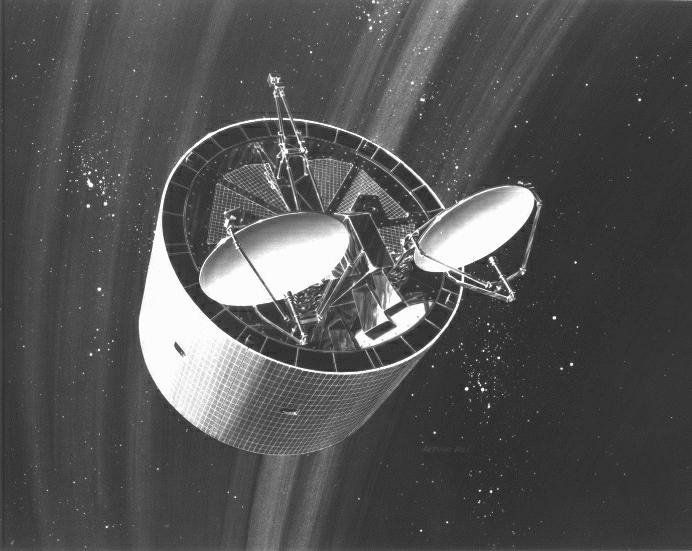
DSCS-2衛星

DSCS (Defense Satellite Communications System)は、アメリカの国家戦略上の骨幹となる衛星通信網であり、国家存亡に関わる戦略的事項（国家の最高レベル意思決定支援）、各軍上級指揮官の意思決定支援など、最重要事項の通信を担当する。このような役割から、運用統制は統合参謀本部議長の直接指揮によって行なわれており（アメリカ国防情報システム局が実務を担当）、技術管理統制は宇宙軍指揮官が担当する。信頼性が高く対妨害性能も優れたSHF帯を主に使用する。
初期のDSCS（DSCS-1）は、アメリカ軍初の軍事通信衛星であったIDCSP (Initial Defense Communications Sattelite Program)の後期型そのものであった。DSCS計画の本命であるDSCS-2においては、重量はIDCSPの45 kgから560 kgへと増大し、1971年より配備を開始した。
また、第3世代のDSCS-3は1982年より配備を開始したが、従来より使用されてきたSHFに加え、UHFやEHFのトラスポンダも搭載している。

### WGS

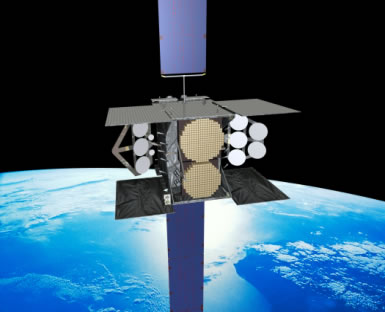
WGS衛星

WGS (Wideband Global SATCOM system) は、上記のDSCSに加え、現在はUFOおよび民間衛星によって供されているGBSをも代替する衛星通信システムとして計画されているものである。
WGSは、増大し続けるアメリカ軍の衛星通信ニーズに対処するための決定打として構想されており、WGS衛星 1機のみで、DSCS衛星システム全体を上回る通信能力を有するものとして開発が進められている。周波数としては、SHFのなかでもX, Ku帯を使用する。ボーイング社が主契約者であり、衛星バスはボーイング702が採用されている。当初は軌道上に5機が配置される計画であったが、2007年10月、オーストラリア国防総省がWGS計画に加入し、6機目の衛星に要する費用を全額負担する旨決定され、2010年8月には米空軍がさらに1機を追加することを決定し合計機数は7機となる。最初のWGS衛星 (WGS-1) は2007年10月11日に打ち上げられ、2009年4月4日には2機目 (WGS-2) が打ち上げられ、2009年12月6日には3機目 (WGS-3) が打ち上げられた。2012年初頭に4機目 (WGS-4) を打ち上げる予定。

## 対移動局衛星通信 (UHF-SATCOM)

### FLTSATCOM

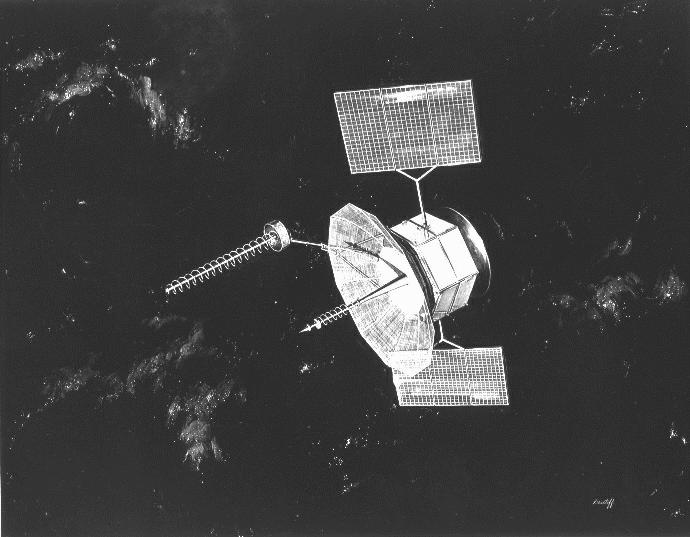
FLTSATCOM衛星

対移動局の衛星通信を最も切実に必要としたのがアメリカ海軍で、戦闘艦など、通信設備に大きな比重を置くわけにはいかない艦種においても衛星通信の恩恵を享受するため、受信側設備が簡素で済む極超短波帯衛星通信（UHF-SATCOM）の開発を1972年より開始していた。
これによって開発されたのがFLTSATCOM (Fleet Satellite Communications System)で、1978年2月9日にケープカナベラルより1号機が打ち上げられた。その後、1981年6月までに5機が衛星軌道上に投入されたが、4機目が投入された1981年初頭の時点より既に運用開始していたとされている。FLTSATCOM衛星の寿命はおよそ7年であることから、86年から89年にかけてさらに3機が投入されたところで、後継のUFOに切り替えられた。ただし、現在でも、UHF-SATCOMシステムを指してFLTSATCOMと通称することがある。
FLTSATCOMは、その開発の経緯からも分かるとおりにUHF帯の通信を主としており、アップリンク用としてはUHFおよびSHF帯、ダウンリンク用としてはUHF帯に対応したトランスポンダーを12基搭載し、直径4.9メートルの受信用アンテナを装備している。また、80年代後半に打ち上げられた3機は、EHFのトランスポンダーも搭載しているとされている。

### LEASAT

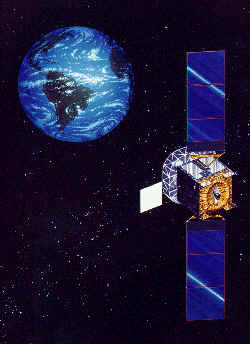
UFO衛星

LEASAT (Leased Satellite) は、FLTSATCOMが運用限界に近づく一方、後継となるUFOの開発が遅延していた1980年後半、UFOの投入までの間のつなぎとして、海軍がヒューズよりリースしていた衛星である。衛星の機体そのものはUFOと同じヒューズ社製HS-601であった。
打ち上げはスペースシャトルとともに行なわれており、最初の2機（LEASAT-1, 2）は「ディスカバリー」とともに打ち上げられて1984年11月に配備された。しかし、1985年4月の打ち上げでは続く2機（LEASAT-3, 4）の投入に失敗、最後の5機目（LEASAT-5）は1990年1月に「コロンビア」とともに打ち上げられ、成功裏に配備された。

### UFO
FLTSATCOMが運用限界に近づいたことを受けて、アメリカ海軍は、これをより高性能の衛星で代替することとした。これによって配備されたのがUFO (UHF Follow-On System)で、衛星の機体は上述のLEASATと同じHS-601であった。FLTSATCOMと比べてチャンネル数は倍増し、各チャンネルの出力は10%増加、また、運用寿命も14年に延びている。
UFO衛星の初号機（UFO-1 (UHF F1)）は1993年3月に打ち上げられ、これ以後、1999年11月までに10機が配備された。このうち、8号機以後はブロック3と呼ばれており、FLTSATCOM以来のUHF/EHFに加えてKa帯のトランスポンダーも搭載し、大容量データのブロードキャスティング（一方的配信）用のGBS (Global Broadcast Service)システムに対応している。

### MUOS

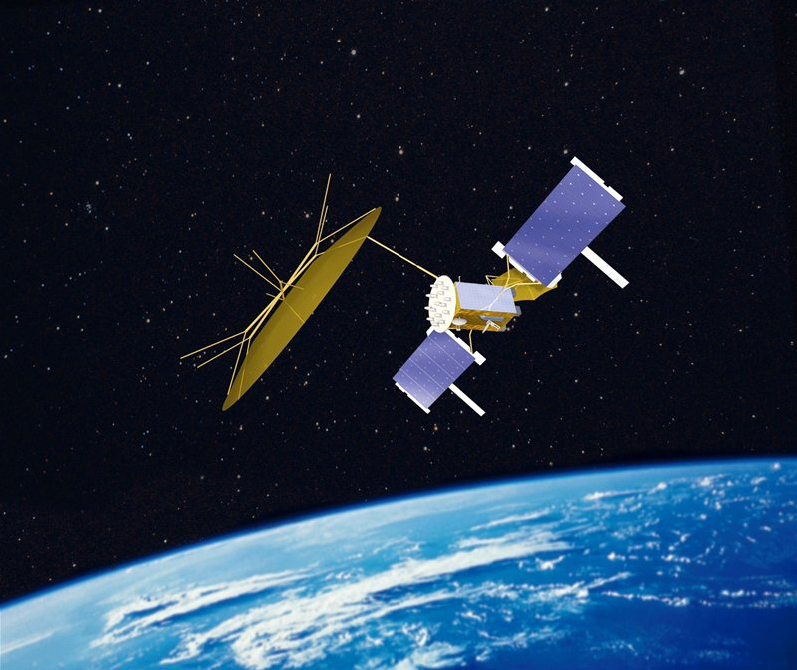
MUOS衛星

MUOS (Mobile User Objective System)は、UFO（UHF Follow-On）の後継として米海軍が開発中の衛星通信システムである。
MUOSは、前任者と同様にUHF帯を使用するが、そのアクセス方式としては、第三世代携帯電話で採用されているのと同じW-CDMA (Wideband Code Division Multiple Access) 技術を採用している。この衛星システムは、UFOと同様にナローバンド（64 kbps以下）の通信を担当するが、従来のUFO衛星の10倍とも言われる通信性能を備えている。
MUOS衛星は5機（予備1機を含む）の配備が計画されており、2012年2月より打ち上げを開始して、2014年までには4機の衛星による運用が行われる予定である。ロッキード・マーチン社が主契約者であり、ボーイング社がペイロードを、ハリス社が大型アンテナを担当している。

## 民間衛星通信
アメリカ軍において、衛星通信の需要は急速に増大しているが、軍用通信衛星はこれを賄える能力を有していなかった。このため、民間の商用衛星通信の利用が拡大しており、アメリカ国防情報システム局によると、2007年の時点で、アメリカ軍の衛星通信需要のうち、80%が商用通信衛星を使用しており、軍事衛星を利用するのは20%程度であった。なお、1997年の時点では、この比率は逆であった。